# Stobi
Koordinaten: 41° 33′ 6,3″ N, 21° 58′ 29,9″ O

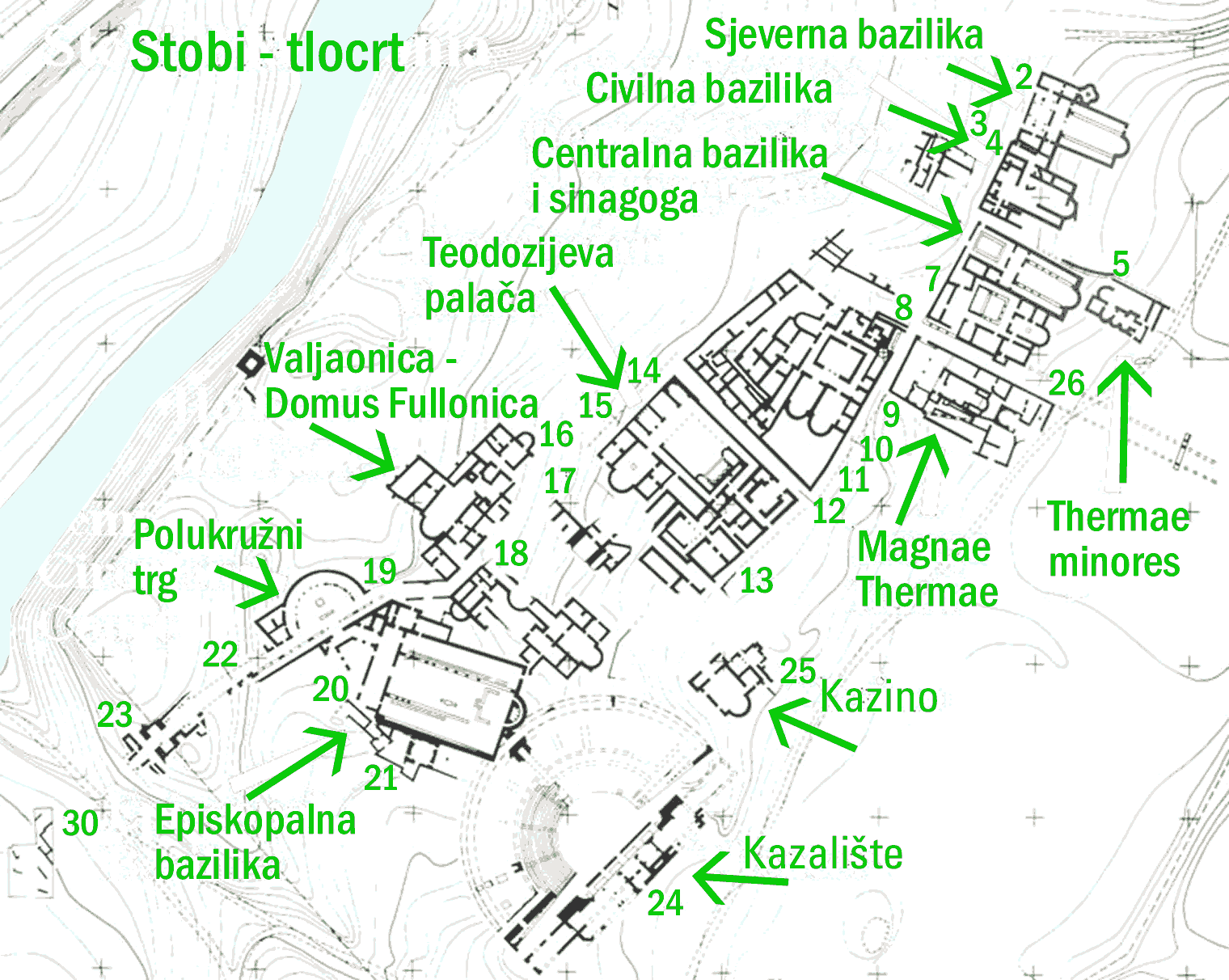
Plan der Ausgrabungen von Stobi

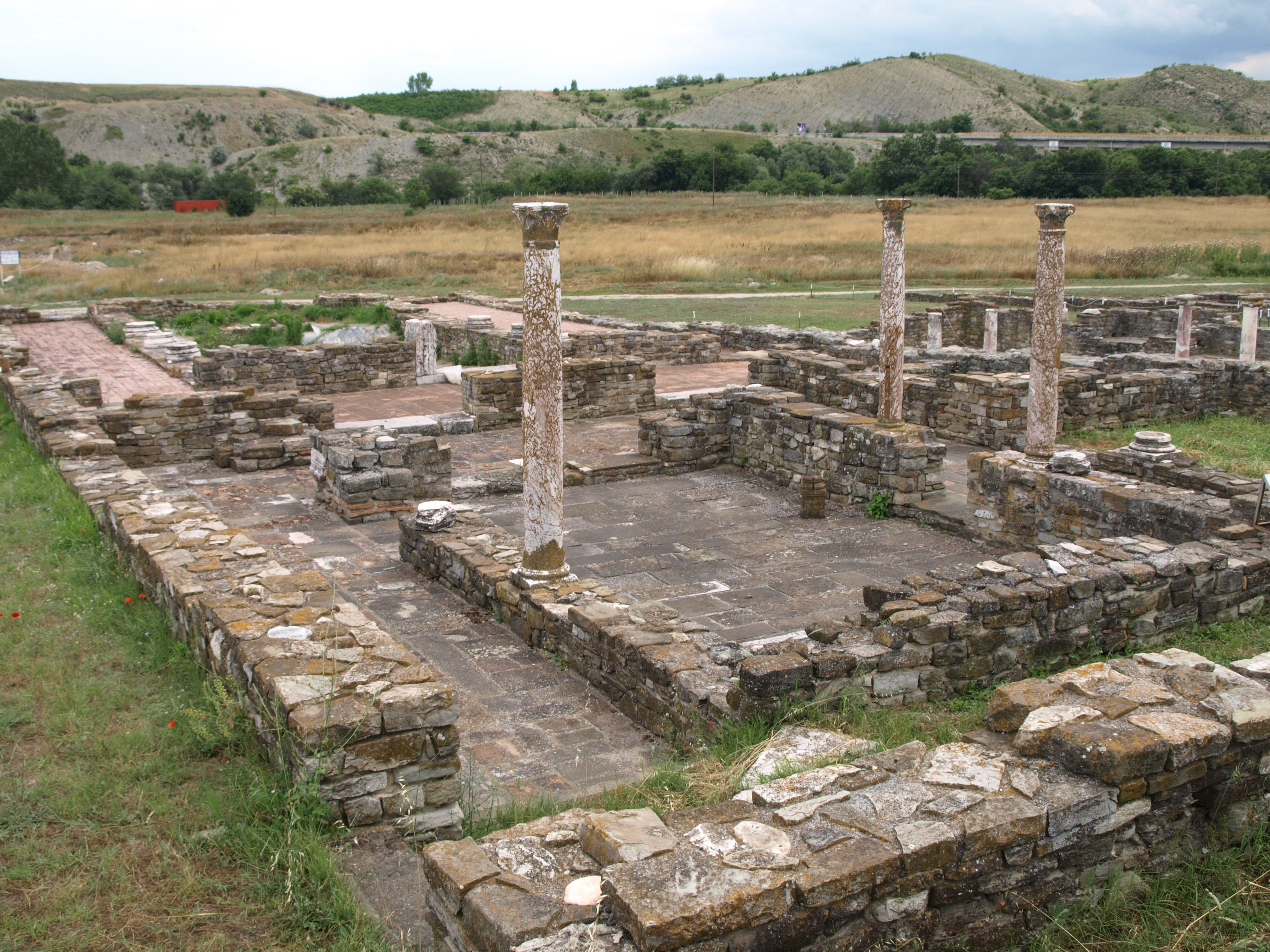
Ausgrabungsstätte Stobi

Stobi (altgriechisch Στόβοι, kyrillisch Стоби) war der Hauptort der antiken Landschaft Paionien, wurde später von den Makedonen erobert und kam zusammen mit Makedonien im 2. Jahrhundert v. Chr. unter die Herrschaft der Römer. Stobi lag an der Mündung des Flusses Erigon in den Vardar an der Hauptstraße, die die mittlere Donau mit der Küste der Ägäis verband. Die Ruinen von Stobi sind heute die bedeutendsten antiken Überreste auf dem Gebiet der Republik Nordmazedonien.
Der Fundort befindet sich unmittelbar nördlich der mazedonischen Autobahn A1, die auch als Autoput Bratstvo i jedinstvo bekannt wurde, südlich der Ortschaft Gradsko. Das Grabungsgelände und die restaurierten Gebäude bilden ein Freilichtmuseum.

## Die vorrömische Zeit
Stobi wurde von den Paioniern gegründet. Der Ort der Ansiedlung war aber schon seit dem Neolithikum mehrfach besiedelt worden, denn sie lag in einem für die Landwirtschaft sehr günstigen Gebiet und an einer für den Balkanhandel wichtigen Nord-Süd-Verbindung. Das flache Terrain bot allerdings wenig Möglichkeiten zur Befestigung des Ortes. Ursprünglich umfasste das besiedelte Gebiet kaum 2,5 Hektar. Dass die Paionier Stobi im 5. Jahrhundert zu ihrer Hauptstadt machten – vorher war dies das weiter nördlich gelegene Bylazora – trug zum Aufblühen der Stadt bei.
Philipp II. eroberte Paionien um 350 v. Chr. und gliederte das Land in sein Reich ein. Allerdings handelte es sich um eine begrenzte Abhängigkeit, denn in Stobi gab es weiterhin paionische Könige, die als Statthalter Philipps regierten. Im 4. und 3. Jahrhundert war die Bevölkerung Stobis bereits weitgehend hellenisiert.

## Römische Zeit

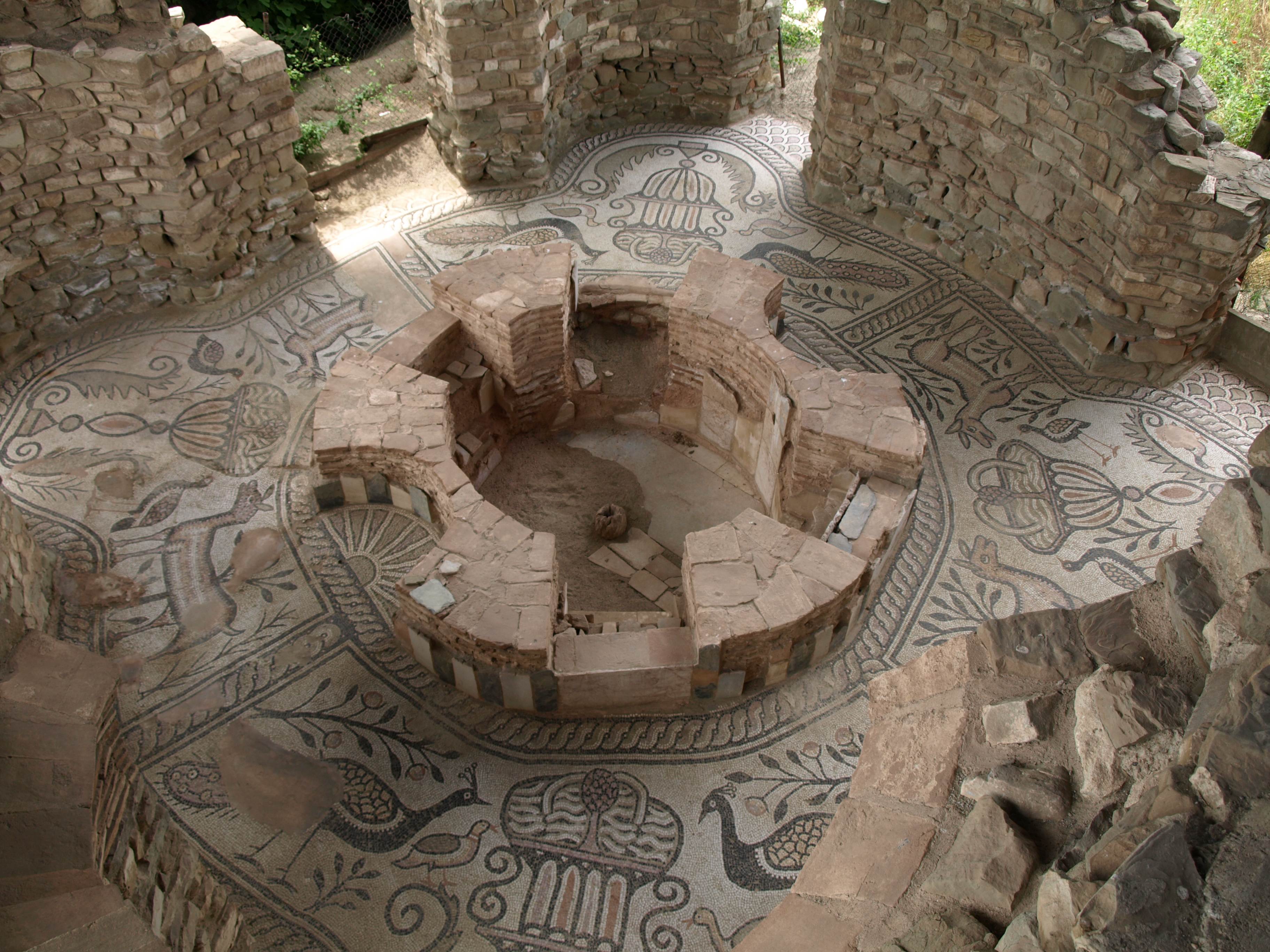
Baptisterium der Basilika

Nach dem Sieg der Römer über Makedonien 167 v. Chr. wurde 148 v. Chr. die römische Provinz Macedonia gebildet, zu der Stobi gehörte. In der Verwaltungsorganisation der Römer spielte die Stadt keine Rolle. In der Stadt kreuzten sich jedoch mehrere Römerstraßen, Abzweigungen der Via Egnatia und der Via Militaris. Die Stadt entwickelte sich gut und die Bevölkerung wuchs stark an, wie sich an der mehrfachen Erweiterung des bebauten Areals erkennen lässt. 69 n. Chr. erhielt die Stadt den Status eines Municipiums. Aus dieser Zeit sind einige Münzprägungen des municipium Stobensium bekannt.
Nach der Verwaltungsreform Kaiser Diokletians wurde Stobi Hauptstadt der Provinz Macedonia salutaris, die im Wesentlichen das alte Paionien umfasste. 325 nahm Budius als Bischof von Stobi am Konzil von Nicäa teil. Kaiser Theodosius I. hielt sich 388 einige Monate in Stobi auf. In der zweiten Hälfte des 5. Jahrhunderts begann der Niedergang der Stadt. 479 wurde sie von den Ostgoten unter Theoderich eingenommen und geplündert. 518 wurde Stobi von einem starken Erdbeben verwüstet; nach den Einfällen der Awaren und Slawen 30 Jahre später wurde Stobi schließlich aufgegeben.

## Ausgrabungen

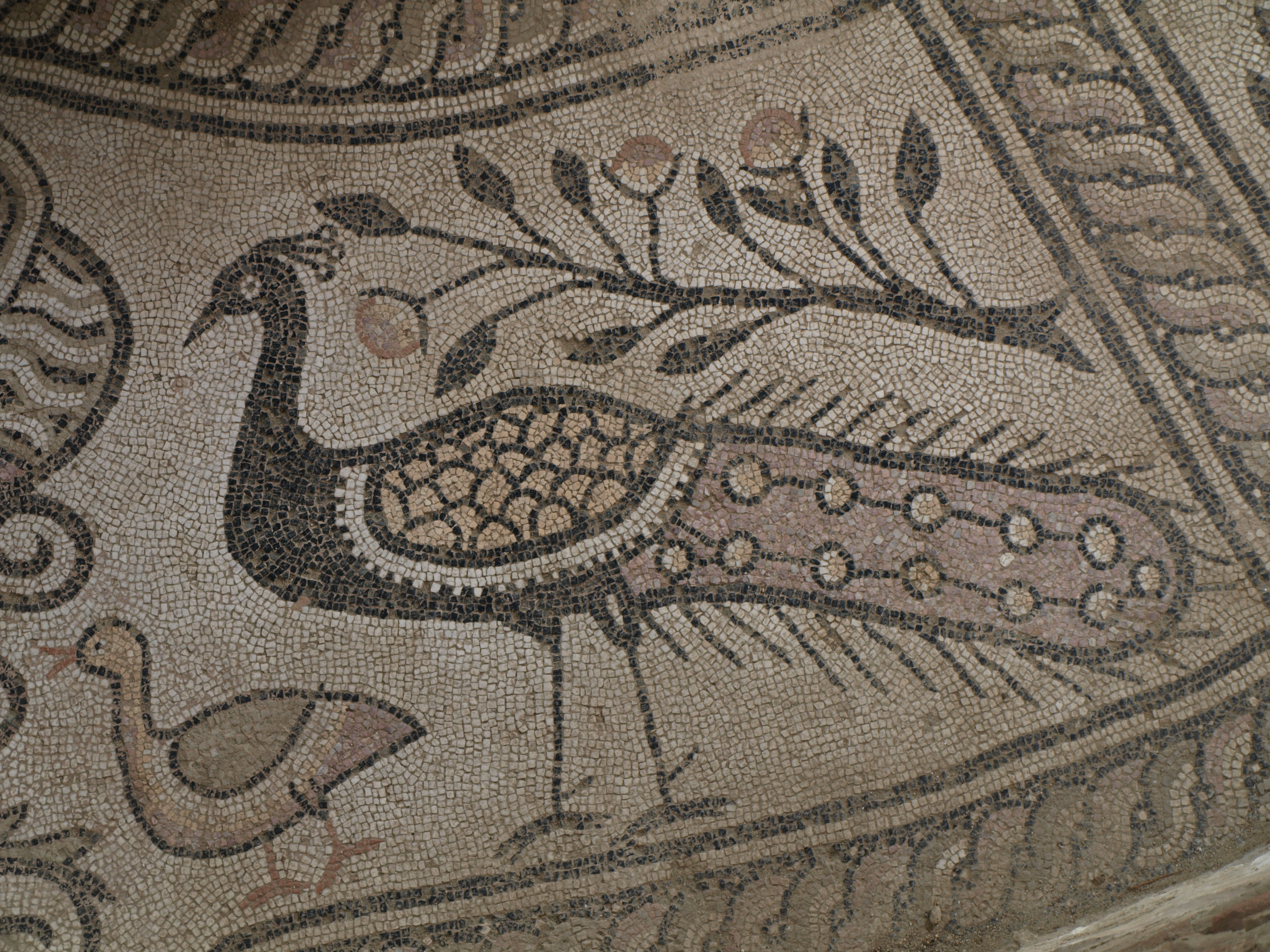
Fußbodenmosaik im Baptisterium

Im Ersten Weltkrieg haben österreichische Offiziere eine oberflächliche Untersuchung der Ruinenstätte vorgenommen. 1924 bis 1936 führte das Belgrader Nationalmuseum mehrere Grabungskampagnen durch. Die Archäologen entdeckten Wohnhäuser, zwei Basiliken und das im 3. Jahrhundert erbaute Theater. Während des Zweiten Weltkriegs wurden überbaute hellenistische Gräber gefunden. 1955 entdeckten Forscher in der nördlichen Basilika slawische Gräber aus dem 8. bis 12. Jahrhundert, Bronzestatuen aus klassischer und hellenistischer Zeit, außerdem neolithische Keramik und Gebäudestrukturen, die als Synagoge identifiziert werden konnten. Zwischen 1970 und 1980 hat ein jugoslawisch-amerikanisches Archäologenteam wiederum größere Ausgrabungen vorgenommen. Zahlreiche weitere Gebäude, Wasserleitungen und Mosaiken wurden entdeckt; außerdem wurde die westlich der Stadt gelegene Nekropole systematisch untersucht. 1981 bis 1988 grub ein neues Team schließlich den spätrömischen Bischofssitz und die christliche Basilika aus.